# Thomas Helmigs diskografi
Den danske sanger og sangskriver Thomas Helmigs diskografi består af 15 studiealbum og fem opsamlingsalbum.

## Album

### Studiealbum
| Titel                                              | Album detaljer                                                              | Højeste placering | Certificering |
| Titel                                              | Album detaljer                                                              | Danmark           | Certificering |
| -------------------------------------------------- | --------------------------------------------------------------------------- | ----------------- | ------------- |
| Thomas                                             | - Udgivet: 21. marts 1985 - Selskab: Genlyd - Format: LP                    | *                 |               |
| "2" (som Thomas Helmig Brothers)                   | - Udgivet: 4. februar 1986 - Selskab: Genlyd - Format: LP, CD               | 1                 |               |
| Kære maskine (som Thomas Helmig Brothers)          | - Udgivet: 18. maj 1987 - Selskab: Genlyd - Format: LP, CD                  | *                 |               |
| Vejen væk                                          | - Udgivet: 3. oktober 1988 - Selskab: Genlyd - Format: LP, CD               | 1                 |               |
| Løvens hjerte                                      | - Udgivet: 19. april 1990 - Selskab: Genlyd - Format: LP, CD                | 1                 |               |
| Rhythm                                             | - Udgivet: 5. marts 1992 - Selskab: Genlyd, BMG Ariola - Format: LP, CD     | *                 |               |
| Say When                                           | - Udgivet: 11. august 1993 - Selskab: Genlyd, BMG - Format: LP, CD          | 1                 |               |
| Stupid Man                                         | - Udgivet: 29. september 1994 - Selskab: Genlyd, BMG - Format: CD           | 1                 |               |
| Groovy Day                                         | - Udgivet: 29. oktober 1996 - Selskab: BMG, RCA - Format: CD                | 2                 | - 2× Platin   |
| Dream                                              | - Udgivet: 24. marts 1999 - Selskab: BMG, RCA - Format: CD                  | 1                 | - 2× Platin   |
| IsItYouIsItMe                                      | - Udgivet: 22. oktober 2001 - Selskab: BMG, RCA - Format: CD                | 1                 | - Guld        |
| El Camino                                          | - Udgivet: 19. april 2004 - Selskab: BMG, RCA - Format: CD                  | 1                 | - Platin      |
| Helmig herfra                                      | - Udgivet: 6. november 2006 - Selskab: Genlyd 2000, Sony BMG - Format: CD   | 1                 | - 9× Platin   |
| Tommy Boy                                          | - Udgivet: 2. november 2009 - Selskab: Genlyd 2000, Sony Music - Format: CD | 1                 | - 2× Platin   |
| KH Helmig                                          | - Udgivet: 1. november 2013 - Selskab: Genlyd, Sony Music - Format: CD      | 1                 | - Guld        |
| Takker                                             | - Udgivet: 1. marts 2018 - Selskab: Genlyd, Sony Music - Format: CD         | 2                 | - Guld        |
| Sortedam                                           | - Udgivet: 25. oktober 2024 - Selskab: Genlyd, Sony Music - Format: LP, CD  | 1                 |               |
| "*" markerer at informationen ikke er tilgængelig. |                                                                             |                   |               |

### Opsamlingsalbum
| Titel                                                            | Album detaljer                                                  | Højeste placering | Certificering |
| Titel                                                            | Album detaljer                                                  | Danmark           | Certificering |
| ---------------------------------------------------------------- | --------------------------------------------------------------- | ----------------- | ------------- |
| Årene går (De største af de første)                              | - Udgivet: 29. oktober 1997 - Selskab: Genlyd, BMG - Format: CD | 1                 |               |
| Wanted                                                           | - Udgivet: 15. november 2000 - Selskab: RCA, BMG - Format: CD   | 4                 | - Platin      |
| Den danske boks                                                  | - Udgivet: 2006 - Selskab: Genlyd - Format: Digital download    | —                 |               |
| Den engelske boks                                                | - Udgivet: 2009 - Selskab: Genlyd - Format: Digital download    | —                 |               |
| Past Forward                                                     | - Udgivet: 2010 - Selskab: Genlyd, Sony Music - Format: CD, DVD | 1                 | - Platin      |
| "—" markerer en udgivelse der ikke opnåede en hitlisteplacering. |                                                                 |                   |               |

## Gæsteoptrædener
| Titel                                             | År   | Medvirkende kunstner(e)                                   | Album                                             |
| ------------------------------------------------- | ---- | --------------------------------------------------------- | ------------------------------------------------- |
| "Afrika"                                          | 1985 | Thomas Helmig m.fl.                                       | "Afrika" (single)                                 |
| "Venner"                                          | 1985 | Anne Linnet og Thomas Helmig                              | "Venner" (single)                                 |
| "Baby på TV"                                      | 1987 | Mek Pek & The Allrights og Thomas Helmig                  | Så gør vi bare som Om...                          |
| "Throw It Away"                                   | 1988 | Horace Parlan og Søren S. Eriksen featuring Thomas Helmig | Keep Your Hands Wide Open                         |
| "Talk It Out"                                     | 1988 | Hanne Boel og Thomas Helmig                               | Black Wolf                                        |
| "Hvad skal vi med kvinder"                        | 1988 | Mek Pek & The Allrights og Thomas Helmig                  | Pigen & Trompeten                                 |
| "Hjertet bli'r ved at slå"                        | 1990 | Mek Pek & The Allrights og Thomas Helmig                  | Check min mambo                                   |
| "Casanova"                                        | 1990 | Mek Pek & The Allrights og Thomas Helmig                  | Check min mambo                                   |
| "Det' så godt"                                    | 1990 | Mek Pek & The Allrights og Thomas Helmig                  | Check min mambo                                   |
| "Rock'n'Roll"                                     | 1990 | Mek Pek & The Allrights og Thomas Helmig                  | Check min mambo                                   |
| "Many Rivers to Cross"                            | 1991 | Thomas Helmig                                             | Rock, Love and Understanding                      |
| "Feel So Right"                                   | 1993 | Cut 'n' Move og Thomas Helmig                             | Peace, Love & Harmony                             |
| "Lolita Bellstar"                                 | 2004 | Aske Jacoby featuring Thomas Helmig                       | Transfer Power                                    |
| "Heat Is On"                                      | 2008 | Hanne Boel og Thomas Helmig                               | A New Kinda Soul                                  |
| "Enamorado En Copenhague / Forelsket i København" | 2011 | Jakob Dinesen og Thomas Helmig                            | Dino's Afro-Cuban Dream – Enamorado En Copenhague |
| "Disco Heart"                                     | 2011 | Laust Sonne featuring Thomas Helmig                       | Disco Heart                                       |
| "Kæden"                                           | 2018 | Marie Key og Thomas Helmig                                | Giganter                                          |